# Ribes laurifolium
Ribes laurifolium är en ripsväxtart som beskrevs av Eduard von Glinka Janczewski. Ribes laurifolium ingår i släktet ripsar, och familjen ripsväxter. Utöver nominatformen finns också underarten R. l. yunnanense.

## Bildgalleri

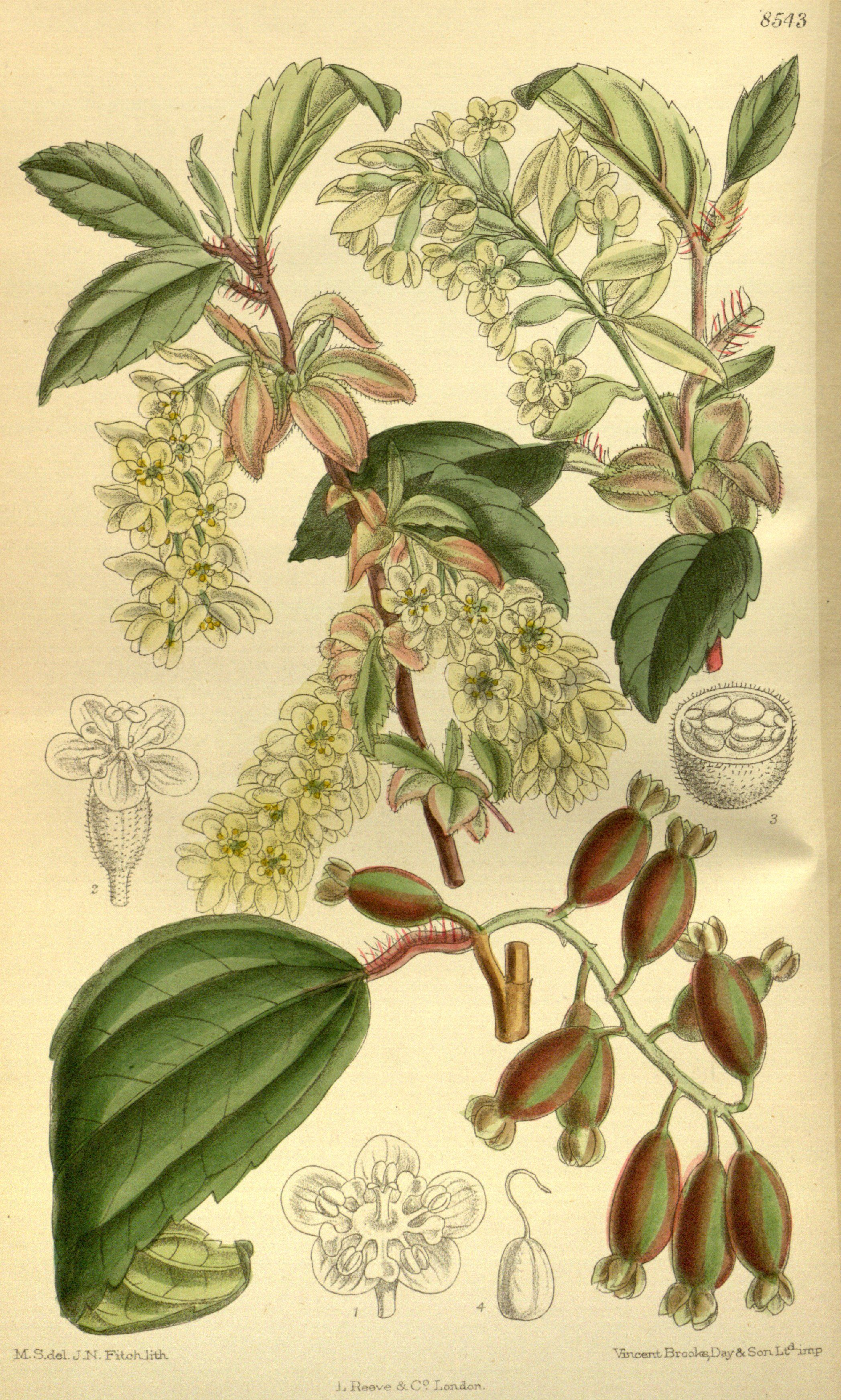